# 坂本洋子 (アナウンサー)
坂本 洋子（さかもと ひろこ、1984年8月15日 - ）は、フリーアナウンサー。TCP Artist所属。元タレント。身長156cm。本名は大沼 洋子（旧姓：坂本）。
スタジオジブリ作品『海がきこえる』のヒロイン、武藤里伽子役を演じた坂本洋子とは別人（名前の読みが違い、こちらは「ようこ」）である。

## 略歴
- 神奈川県相模原市緑区（旧津久井郡）出身。相模原市立（旧津久井町立）中野中学校、神奈川県立城山高等学校を経て、法政大学社会学部を卒業した。
- 中学時代はバスケットボールと剣道をやっていたが、高校時代は野球部のマネージャーをしていた。
- 大学在学中にテレビ神奈川の情報番組『みんなが出るテレビ』の女子大生リポーターの出演の他、家庭教師のトライの『T-1グランプリ』、マイクロソフトのパブリシティなどに出演した。
- 2007年4月、大学卒業後に福島放送に契約アナウンサーとして入社した。同期は内田智之、二階堂絵美である。
- 2010年3月、福島放送を退社した。
- 2010年4月、静岡第一テレビに入社した。
- 2013年7月7日に結婚したことを『女子会の達人[2]』で発表した。
- 2014年3月末に静岡第一テレビを退職することを発表した[3]。
- 2014年4月よりフリーアナウンサーとして活動を開始した[4]。
- AneCan2014読者モデルユニット「AneLADY100」新メンバーに採用された[5]
- 2015年5月25日、妊娠6ヶ月であることをブログで公表した[6]。同年9月16日に第一子（男児）を出産した[7]。
- 2018年5月13日に第二子（女児）を出産した[8]。
- 2019年12月から2020年3月までは山形放送に在籍した。退社後は再びフリーアナウンサーとして活動をする。

## 人物
- 名前は「洋子」と書いて「ひろこ」と読む。よく初対面の人に「ようこ」と間違えられて呼ばれる。ちなみに、元静岡第一テレビアナウンサーで、大学の先輩でもある那須洋子も、「ひろこ」と読む。
- 大学生時代は将来はスポーツに携わりたいと公言していたが、アナウンサー志望に転向した。テレビ朝日・朝日放送系列の局に入社したため、知識豊富な高校野球に関わることができる。2009年8月15日、『全国高校野球選手権大会中継』（ABC）で福島代表の聖光学院高等学校のアルプススタンドリポーターを務めた。また、BS朝日でも放送されたため、本中継が実質全国デビューの形となった。
- 無類のピンク好きで、実家の部屋中すべてピンクのもので統一するほど。そのため、『みんなが出るテレビ』でピンクちゃんの愛称を付けられた。リポートで失態を演じ、出演のチャンスを与えられなくなったのを機に、私物のピンクのものをすべて捨てるという荒技を演じた。
- 福島放送のイメージ・キャラクターであるときまるのぬいぐるみを持っており、自分の部屋の枕元に置いてあると公式ホームページのブログに書いてあった。
- 福島放送在籍時、番組のロケで朝からラーメンを食べる撮影ばかりを行ったことで、大のラーメン好きになった。静岡第一テレビ移籍後も同様のロケが多かった。

## 担当番組

### 現在
- WEEKLY TOQ（ウィークリー トーク） - イッツコム（2021年4月3日 - ）

### 過去
静岡第一テレビ退社以降
- あいチャン!! 得トク!なび リポーター（静岡第一テレビ　不定期出演）
- たまごちゃん MC (静岡朝日テレビ　2016年10月1日 - 2018年3月31日 )
- 篠崎愛とJam9の静岡ミになるSP ナレーション (静岡朝日テレビ 2017年9月9日 )
- ANNあさひテレビニュース (静岡朝日テレビ　2018年1月14日 - 2018年4月1日 )
- YBCストレイトニュース (山形放送 2019年12月21日 - 2020年3月7日 )
- YBC news every.サタデー (山形放送 2019年12月21日 - 2020年3月7日 )

静岡第一テレビ在籍時
- しずおか歩記（2011年4月3日 - 2013年3月31日）
- 女子会の達人（2012年7月29日、2013年7月28日）
- 静岡○ごとワイド（リポーター、2010年4月13日 - 2014年3月27日）
- 930プラス（得ナビ!プラス ナレーターなど）
- 得ナビ!プラス
- FRONT ZERO
- スッキリ!! うまいッス!!（日本テレビ、2013年11月13日、静岡第一テレビでは未放送）

福島放送在籍時
- ふくしまスーパーJチャンネル
- なに食べる?（リポーター）
- 週刊ことばマガジン
- ザ・福島ターフ倶楽部G
- ひるまにあん
- 全国高校野球選手権大会中継（ABC、2009年8月15日、アルプススタンドリポーター）
- KFBニュース

### フリー
- 相模原市新春特別番組 市長と語る2023年のさがみはら(tvk、2023年1月1日)[9]
- 相模原市新春特別番組 市長と語る2024年のさがみはら(tvk、2024年1月1日)
- 相模原市新春特別番組 市長と語る2025年のさがみはら(tvk、2025年1月1日)

## 学生時代の出演番組
- みんなが出るテレビ （テレビ神奈川、2005年4月14日 - 2007年3月29日、女子大生リポーター）
- ぶちぬき（テレビ東京、2005年4月27日、雨ドルプロダクション）